# Marano (torrente)
Il Marano è un torrente italo-sammarinese.

## Percorso
Nasce dal Monte Ghelfa (alto 581 m) sul confine tra la Repubblica di San Marino e la provincia di Pesaro e Urbino. Delimita per circa 6 km il confine tra Italia e San Marino e scorre presso il castello sammarinese di Montegiardino e Faetano; quindi entra in Italia (provincia di Rimini) e passa vicino ai comuni di Montescudo-Monte Colombo e Coriano, per poi sfociare in mare nel comune di Riccione (in località Spontricciolo), dopo poco meno di 30 km.
Nella zona di Fiumicello sorge il "Parco Fluviale del Marano", dove cresce un bosco con farnia, pioppo bianco e varie specie di salici.